# Vallée des singes (France)
Pour les articles homonymes, voir Vallée des singes.
 (avril 2024).
 (avril 2024).
La mise en forme du texte ne suit pas les recommandations de Wikipédia : il faut le « wikifier ».
Les points d'amélioration suivants sont les cas les plus fréquents. Le détail des points à revoir est peut-être précisé sur la page de discussion.
- Les titres sont pré-formatés par le logiciel. Ils ne sont ni en capitales, ni en gras.
- Le texte ne doit pas être écrit en capitales (les noms de famille non plus), ni en gras, ni en italique, ni en « petit »…
- Le gras n'est utilisé que pour surligner le titre de l'article dans l'introduction, une seule fois.
- L'italique est rarement utilisé : mots en langue étrangère, titres d'œuvres, noms de bateaux, etc.
- Les citations ne sont pas en italique mais en corps de texte normal. Elles sont entourées par des guillemets français : « et ».
- Les listes à puces sont à éviter, des paragraphes rédigés étant largement préférés. Les tableaux sont à réserver à la présentation de données structurées (résultats, etc.).
- Les appels de note de bas de page (petits chiffres en exposant, introduits par l'outil «  Source ») sont à placer entre la fin de phrase et le point final[comme ça].
- Les liens internes (vers d'autres articles de Wikipédia) sont à choisir avec parcimonie. Créez des liens vers des articles approfondissant le sujet. Les termes génériques sans rapport avec le sujet sont à éviter, ainsi que les répétitions de liens vers un même terme.
- Les liens externes sont à placer uniquement dans une section « Liens externes », à la fin de l'article. Ces liens sont à choisir avec parcimonie suivant les règles définies. Si un lien sert de source à l'article, son insertion dans le texte est à faire par les notes de bas de page.
- La présentation des références doit suivre les conventions bibliographiques. Il est recommandé d'utiliser les modèles {{Ouvrage}}, {{Chapitre}}, {{Article}}, {{Lien web}} et/ou {{Bibliographie}}. Le mode d'édition visuel peut mettre en forme automatiquement les références.
- Insérer une infobox (cadre d'informations à droite) n'est pas obligatoire pour parachever la mise en page.

Pour une aide détaillée, merci de consulter Aide:Wikification.
Si vous pensez que ces points ont été résolus, vous pouvez retirer ce bandeau et améliorer la mise en forme d'un autre article.
La vallée des Singes est un parc zoologique français situé à Romagne, dans la Vienne. Fondé par le Néerlandais Wim Mager en 1998, vingt-sept ans après avoir fondé le parc Apenheul, le parc présente aujourd'hui une grande diversité de primates sur des îles végétalisées que le visiteur traverse en circulant au milieu des singes et autres lémuriens.
Au total, environ 30 espèces sont présentées, du petit ouistiti pygmée au grand gorille, en passant par le mandrill, les lémuriens, le chimpanzé, le colobe, le saïmiri, le titi ou callicèbe, le singe laineux ou l'atèle à face rouge. Une mini-ferme termine la visite. En 2011, le parc est devenu le premier zoo français à présenter des bonobos. Deux bébés bonobos sont nés en 2012 et depuis 2013, c'est le plus grand groupe de bonobos du monde qui est présenté en captivité, avec 17 individus.
Membre permanent de l'Association européenne des zoos et aquariums, il s'engage dans la conservation ex situ en participant à des programmes européens pour les espèces menacées (EEP), dont il en coordonne un. Il soutient également des associations de conservation in situ œuvrant sur le terrain à travers son association dédiée, le Conservatoire pour la Protection des Primates.

## Historique
Ouvert le 14 juillet 1998, la Vallée des Singes a été fondée par Wim Mager qui avait déjà établi le parc Apenheul aux Pays-Bas en 1971, qui était le premier parc à primates en semi-liberté au monde. Il s'agit d'un espace d'une quinzaine d'hectares, avec un bois au centre, planté de chênes et de châtaigniers. La découverte se fait à pied, le long de sentiers balisés par des panneaux explicatifs. Les singes ne sont pas en cage, mais se promènent  sur une quinzaine d'îles très vastes entourées de cours d'eau qui servent de barrières naturelles et empêchent les singes de s'enfuir. Les canaux délimitent le territoire de chaque espèce

## Installations et espèces présentées
30 espèces rares de primates soit plus de 350 animaux sont présentés : 

### Territoire des Saïmiris
Sont présents sur ce territoire les : Saïmiri, Singe hurleur, , Titi roux, Ouistiti à pinceaux, Ouistiti pygmée, Tamarin lion à tête dorée, Tamarin lion doré. .

### Territoire des Géladas
Ce territoire est habité par les Géladas.

### Territoire des Bonobos
Les Bonobos habitent ce territoire.

### Lémuriens
Sont présents le : Maki catta, Vari roux, Vari noir-et-blanc, Lémur couronné.

### Territoire des Atèles
Ce territoire est occupé par l'Atèle à face rouge.

### Territoire des Gibbons à bonnet
Le Gibbon à bonnet est présent sur ce secteur.

### Territoire des Gorilles
- Le territoire regroupe les singes suivants : Gorille de l'Ouest, Hocheur, Colobe guéréza.

### Territoire des Ouistitis
Le Ouistiti pygmée vit ce terrain.

### Territoire des mandrills
le Mandrill, le Diane roloway, Colobe guéréza cohabitent sur ce secteur.

### Territoire des Gibbons à favoris blancs
Le Gibbon à favoris blancs a élu domicile sur ce territoire.

### Territoire des Tamarins
Sur ce secteur sont rassemblés le : Titi roux, le Tamarin-lion doré, le Tamarin empereur.

### Territoire des Lémurs noirs
Ici on pourra apercevoir le Vari à ceinture blanche, le Lémur noir, le Lémur à ventre roux.

### Territoire des Capucins
Ce territoire accueille le Capucin à poitrine jaune.

### Territoire des Magots
Les célèbre singes turbulent et sans gêne Magot seront bien présents sur ce secteur.

### Territoire des Chimpanzés
Là, nous pourrons voir évoluer le Chimpanzé commun.

### Territoire des Capucins à épaules blanches
Naturellement, le Capucin à épaules blanches évoluera dans cette zone.

### Territoire des Titis
On retrouvera ici le Titi roux que l'on a déjà vu sur le territoire des Tamarins. Il sera accompagné du Saki à face blanche, du Ouistiti argenté et du Tamarin-lion doré.

### Tamarin à mains rousses
Et le cousin, le Tamarin aux mains rousses sera aussi présent.

### Territoire des Singes laineux
On trouvera ici le Singe laineux, le Saïmiri, l'Atèle à ventre blanc, le Capucin à poitrine jaune.

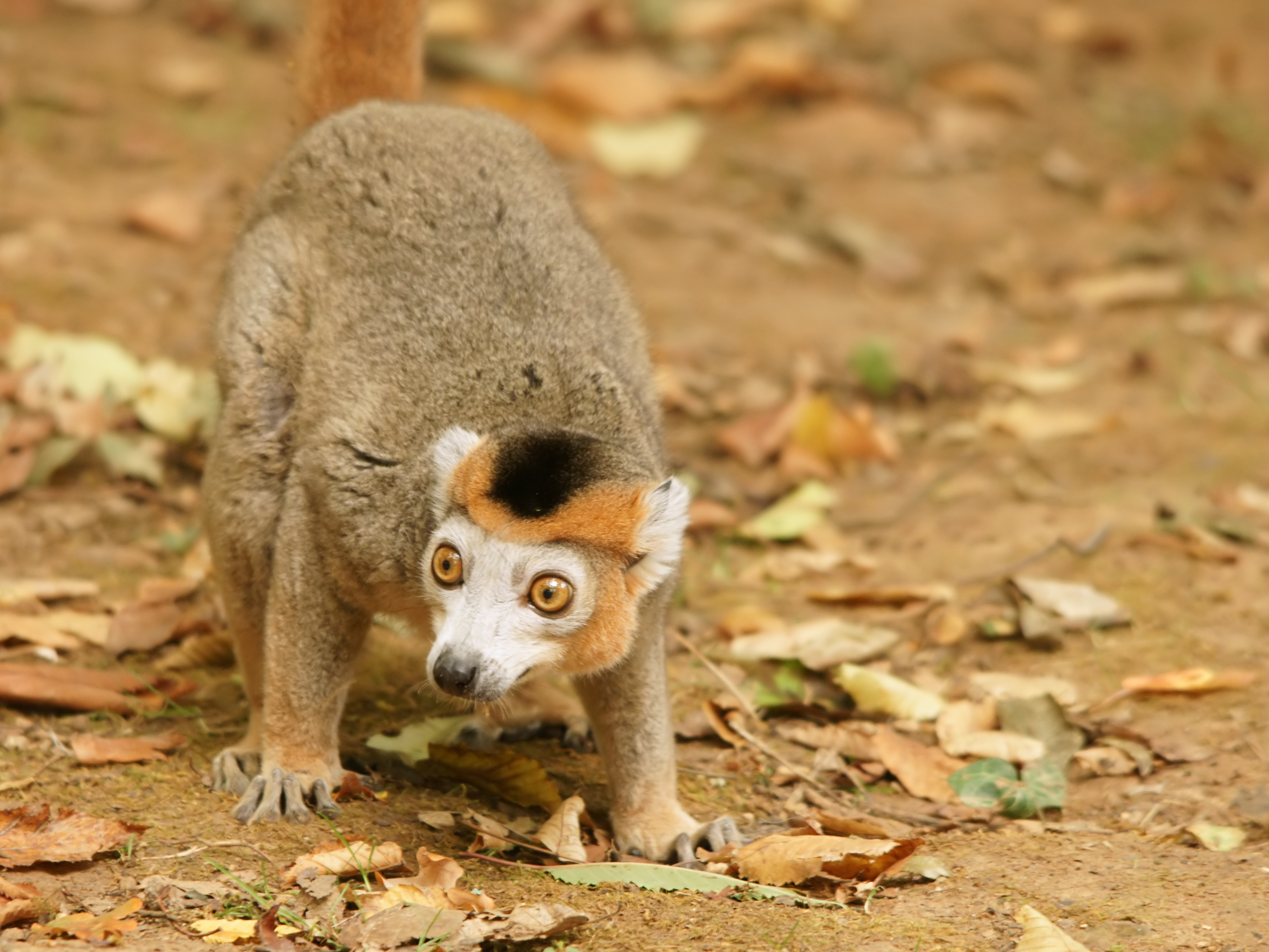
Eulemur coronatus
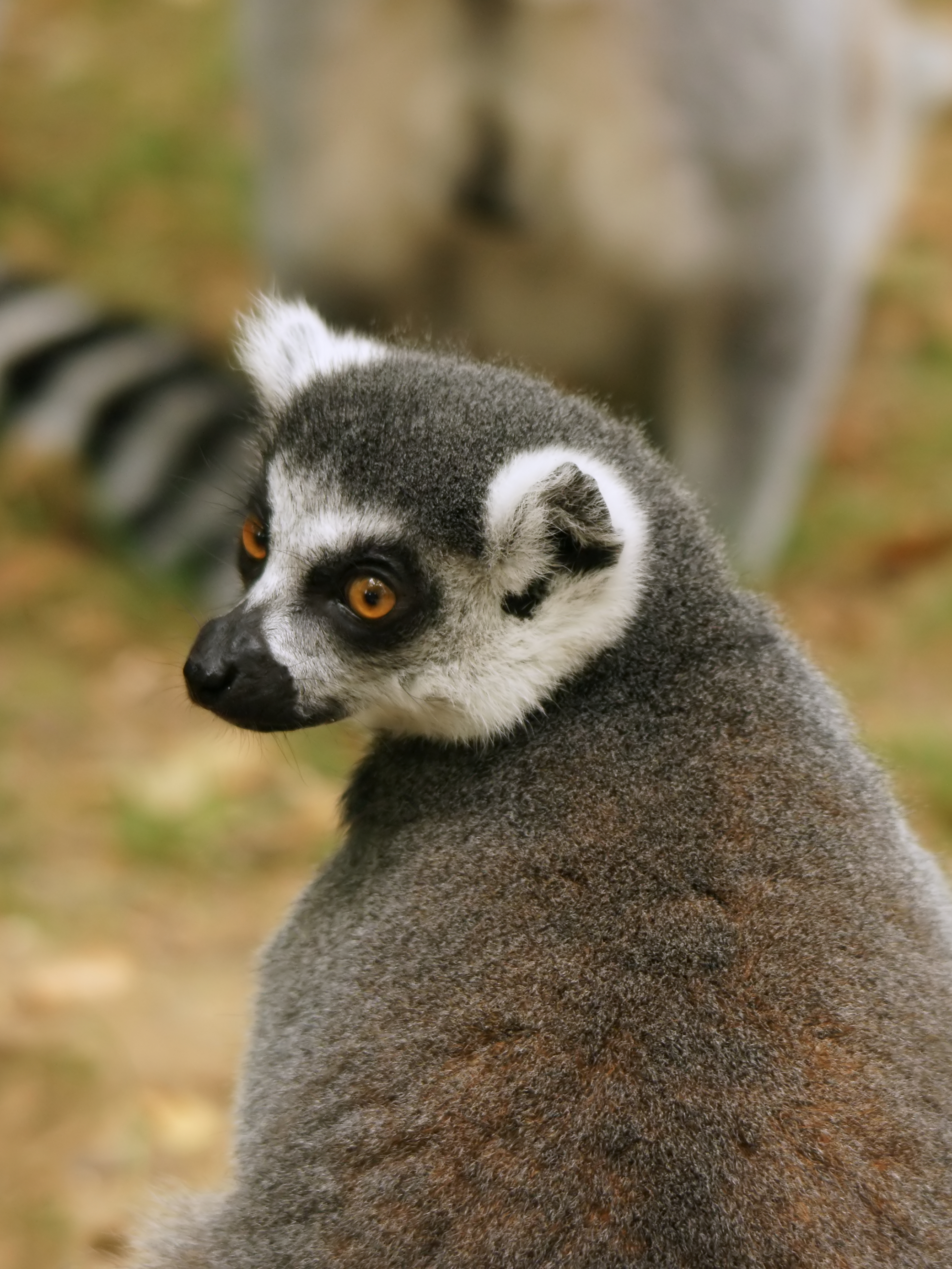
Lemur catta
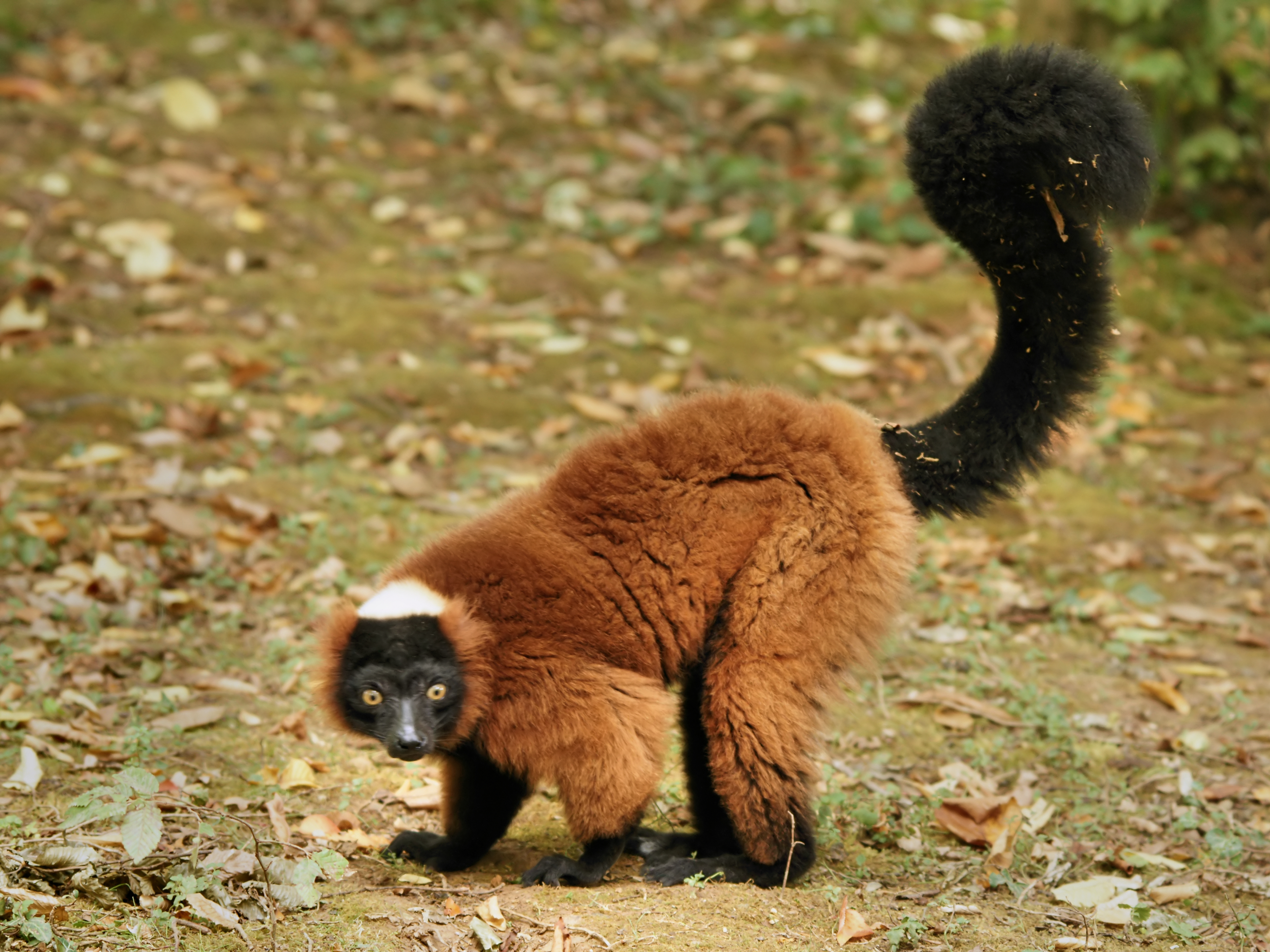
Varecia rubra
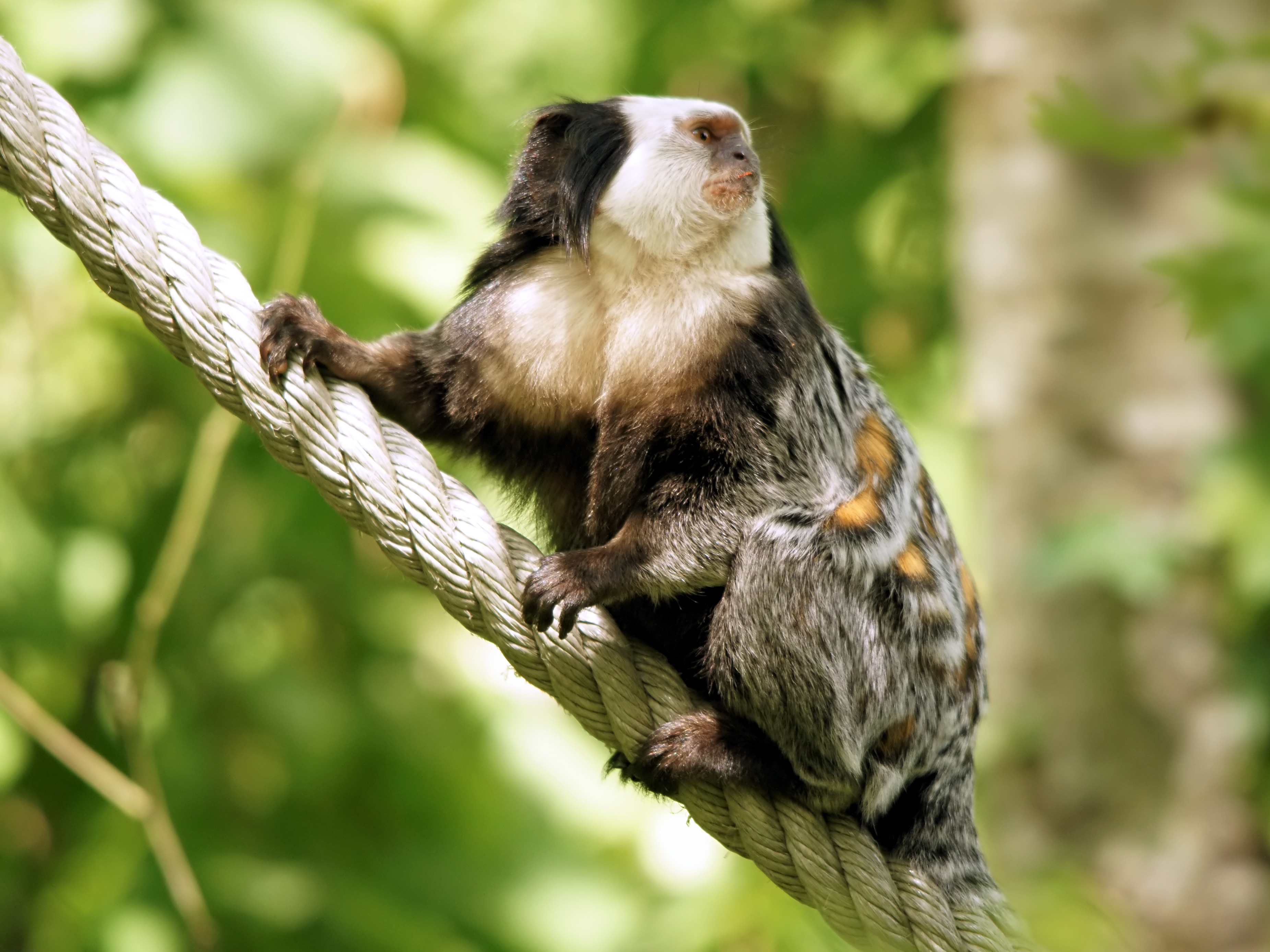
Callithrix geoffroyi
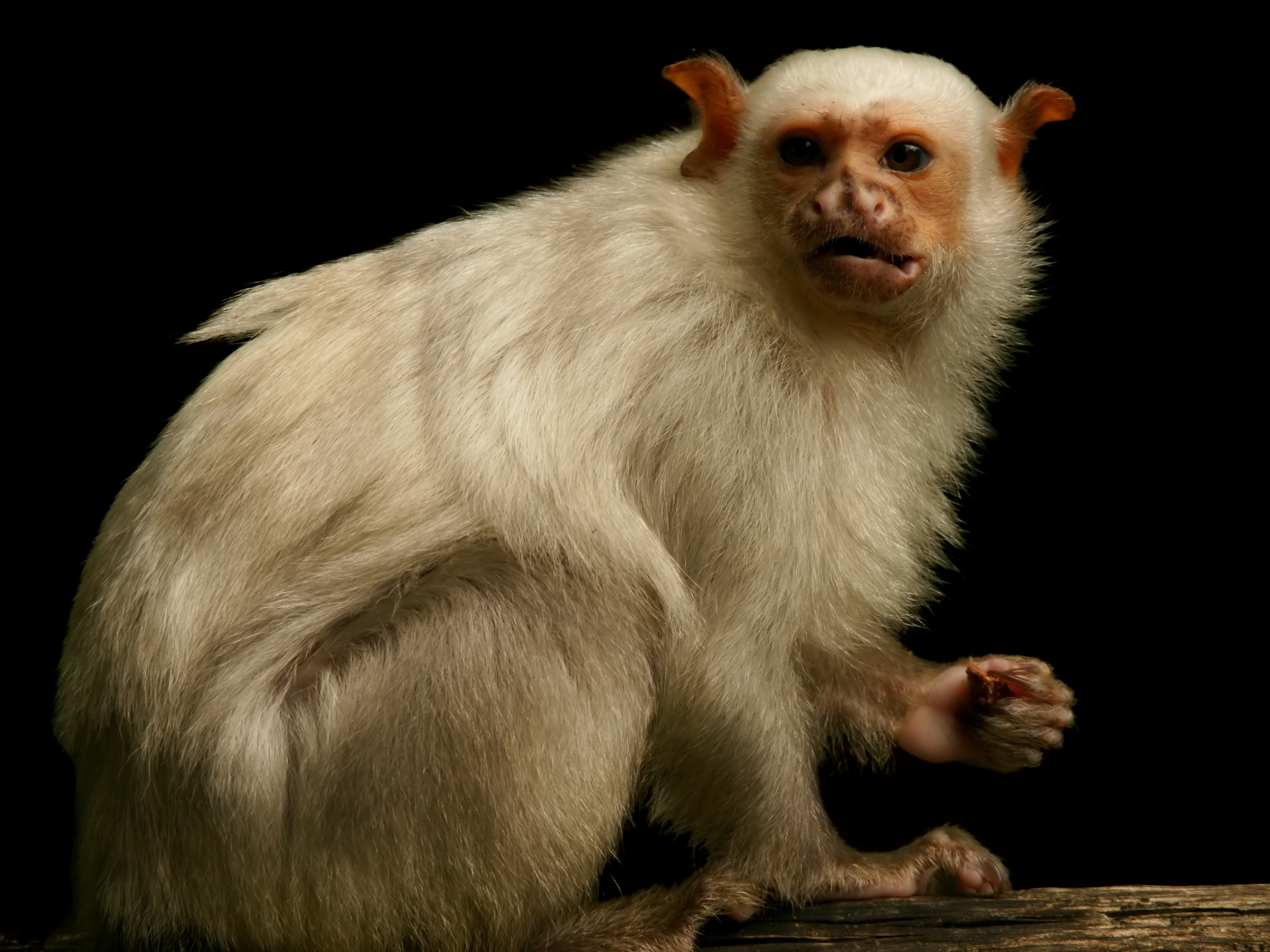
Mico argentatus
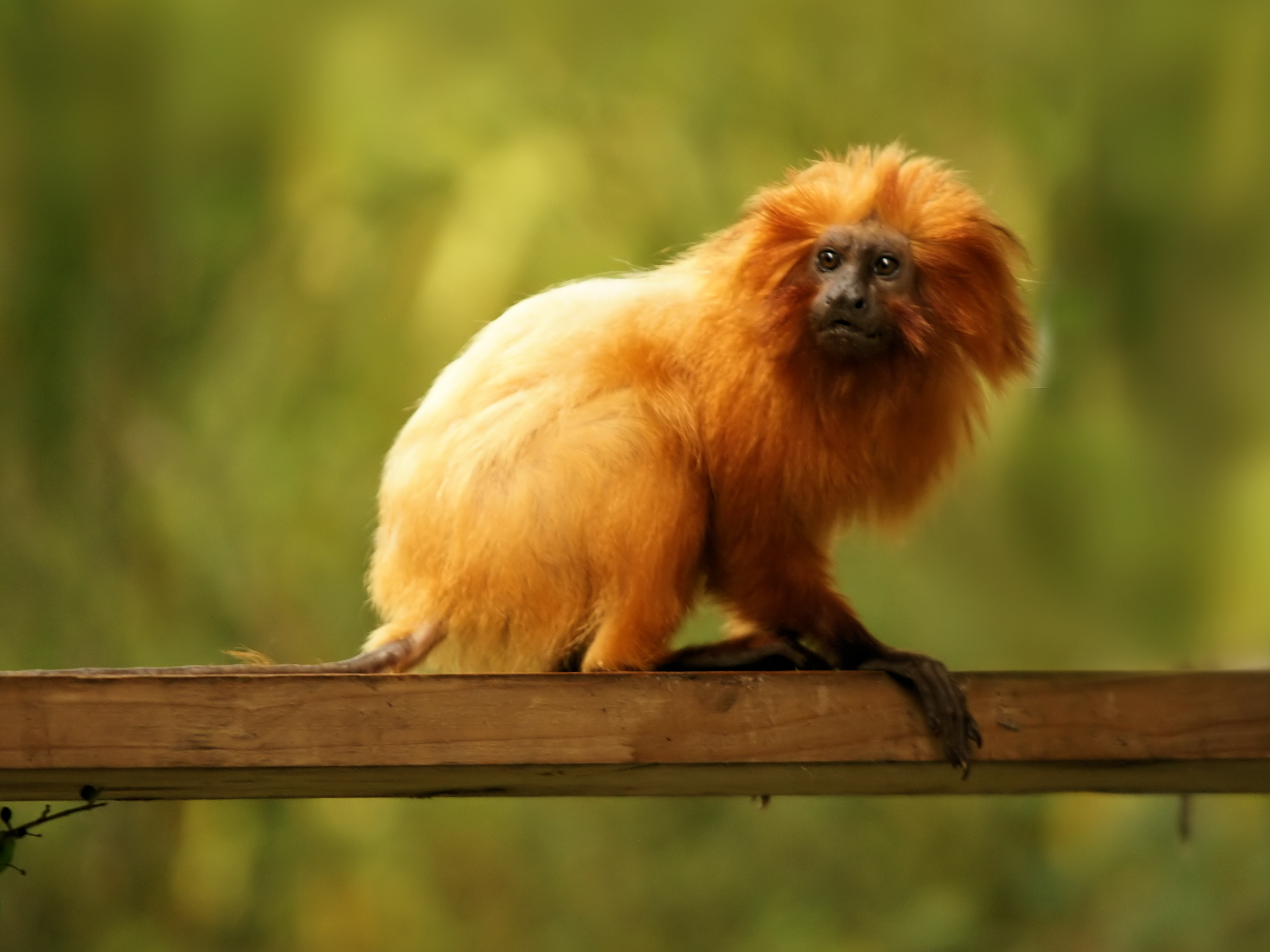
Leontopithecus rosalia
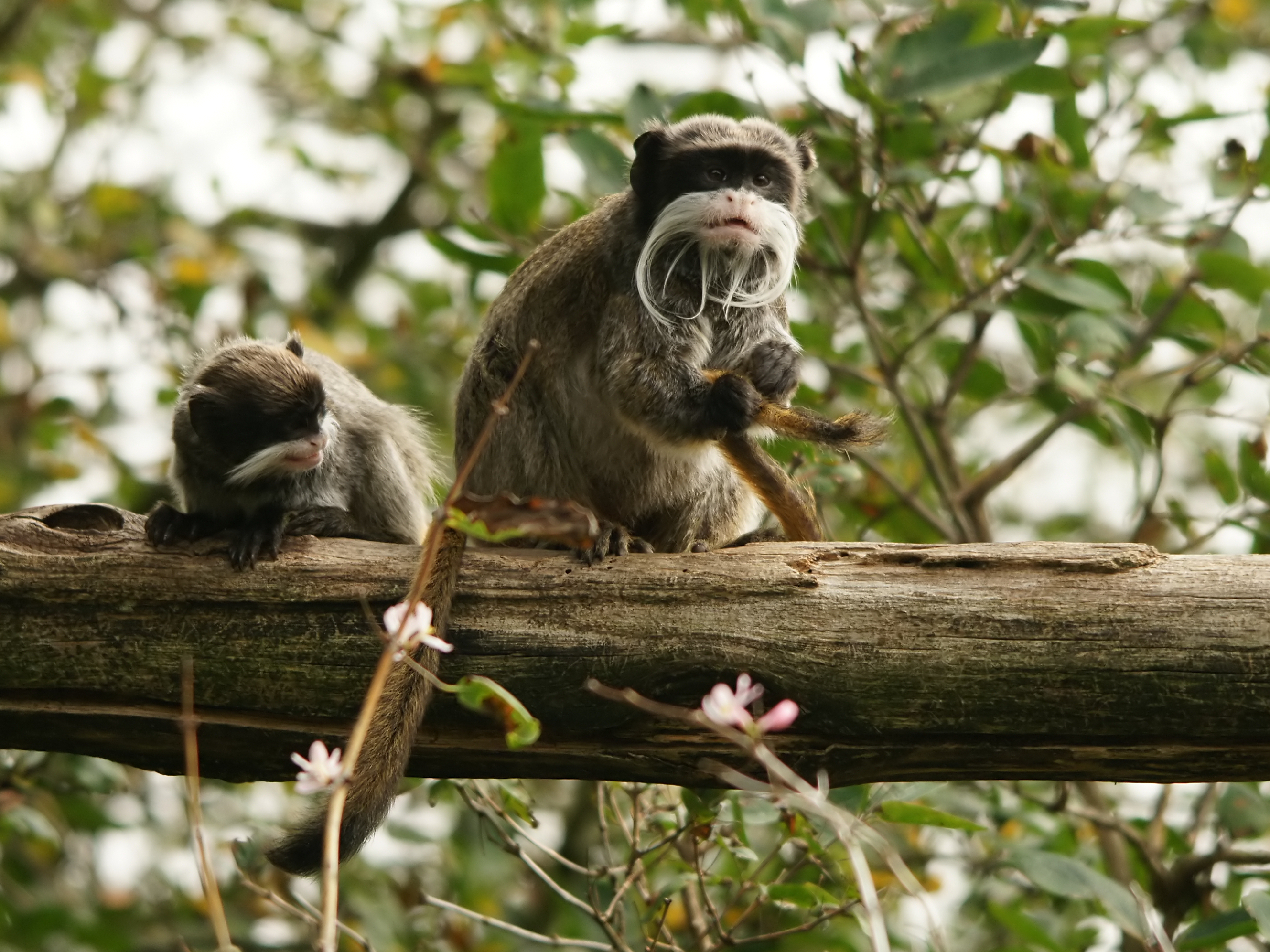
Saguinus imperator
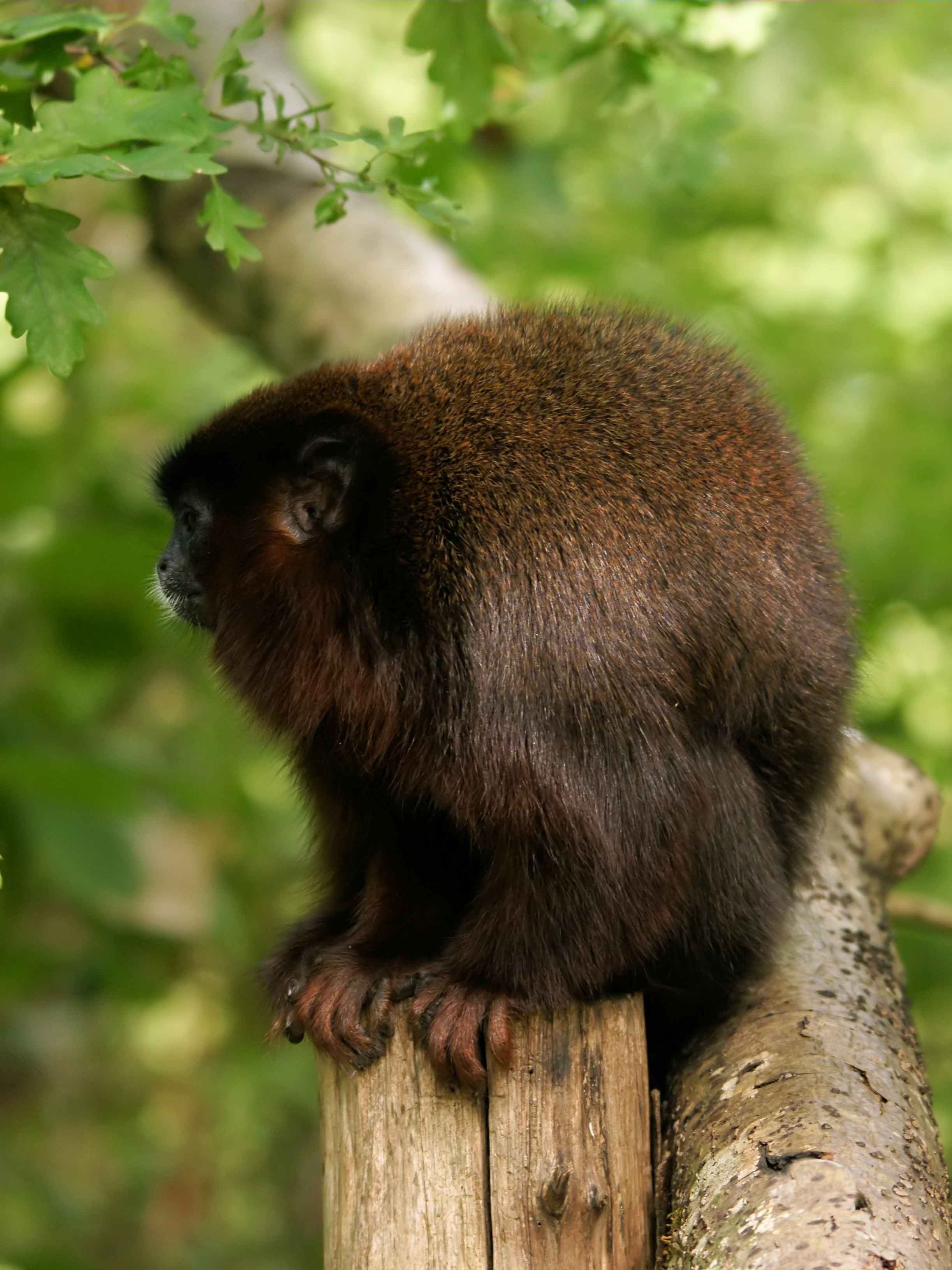
Callicebus cupreus
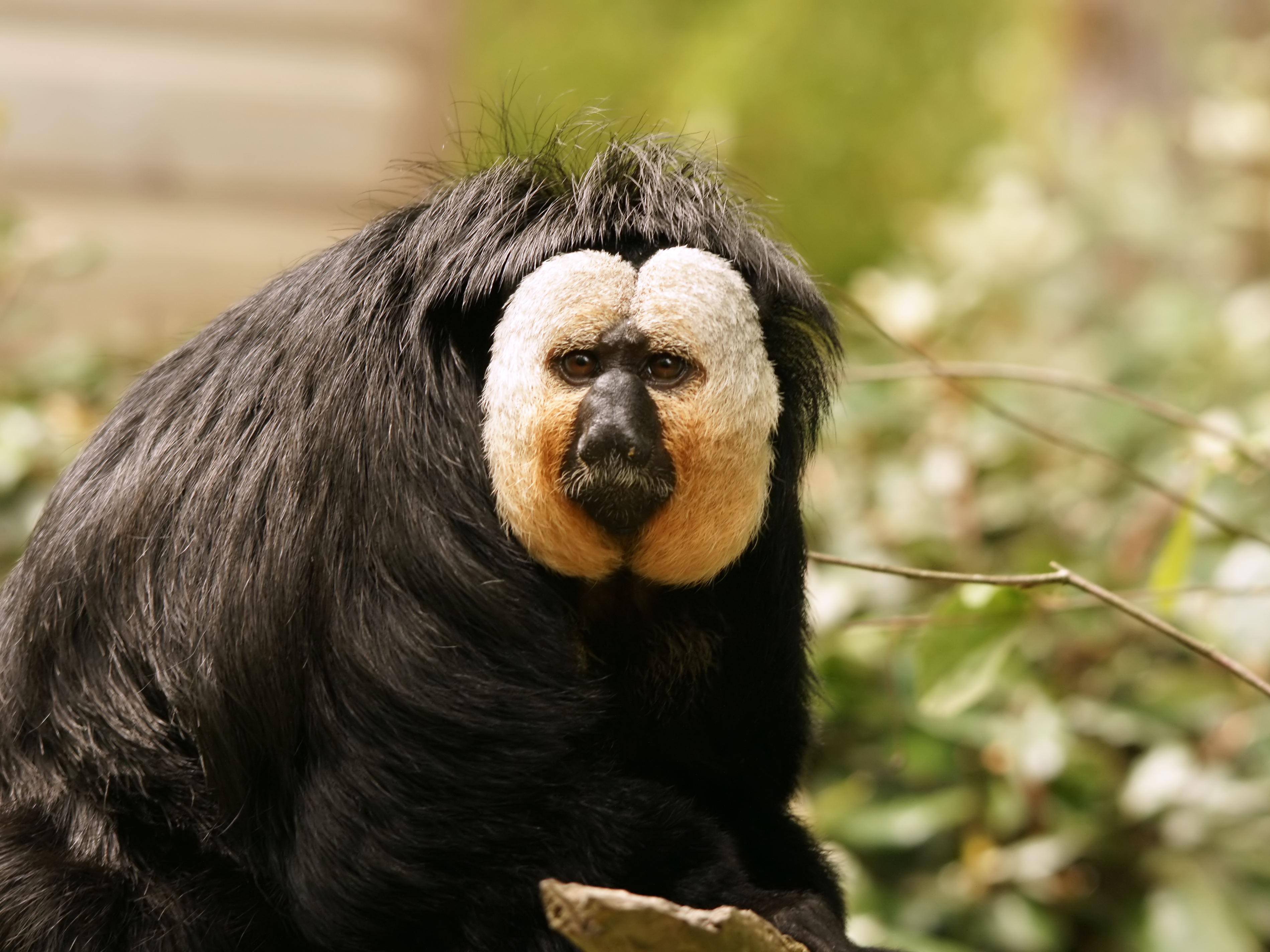
Pithecia pithecia
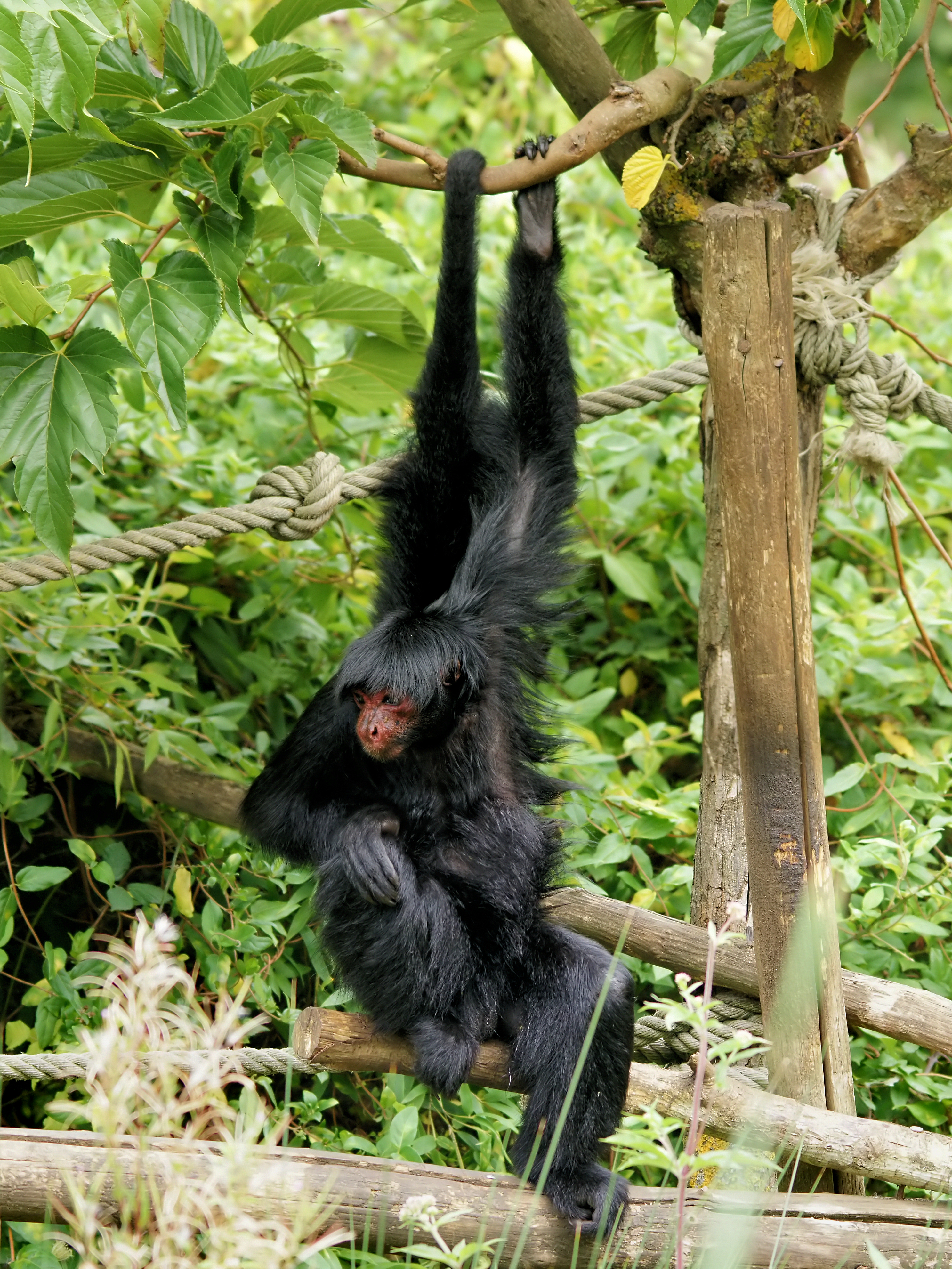
Ateles paniscus
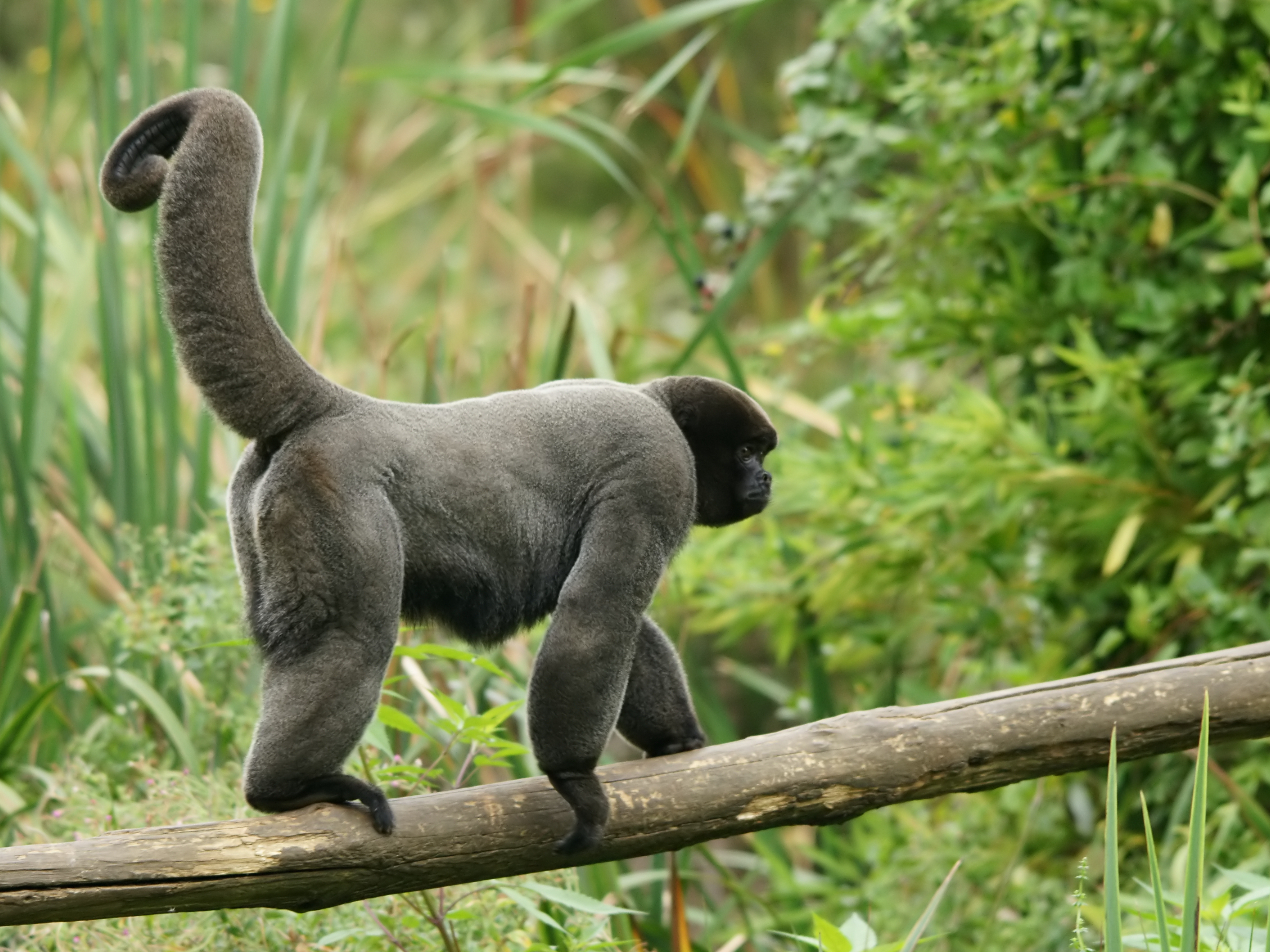
Lagothrix lagotricha
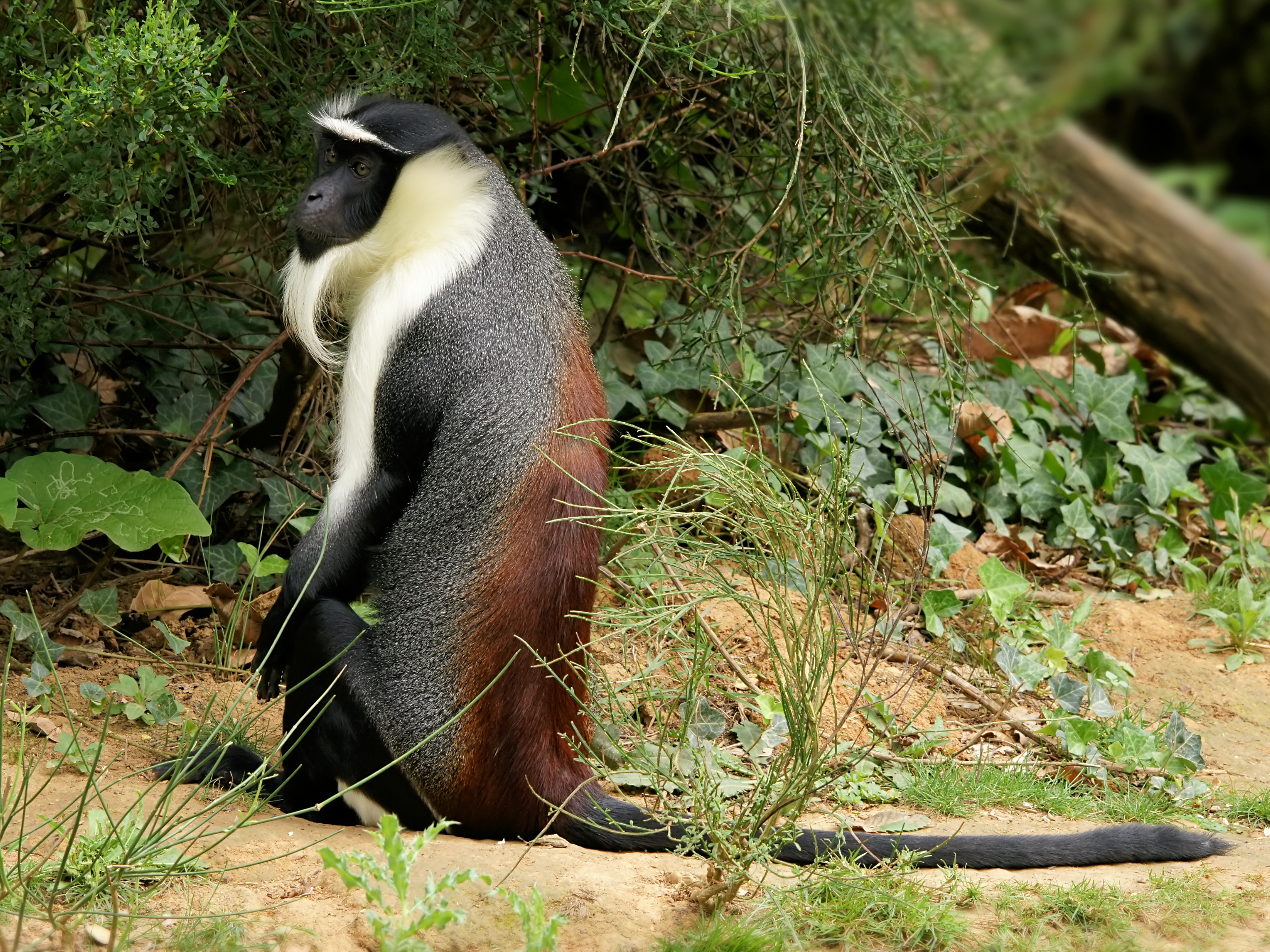
Cercopithecus roloway
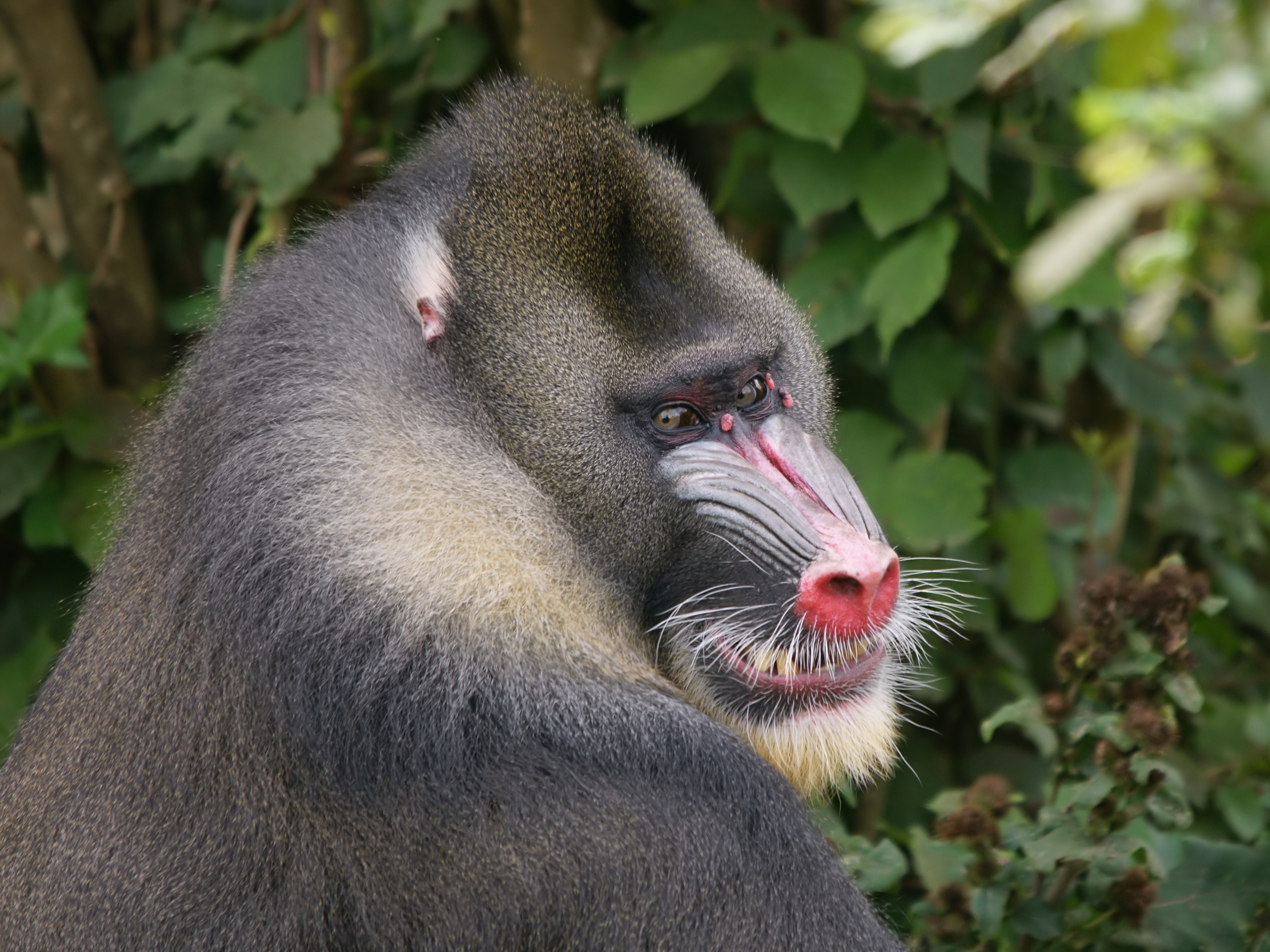
Mandrillus sphinx
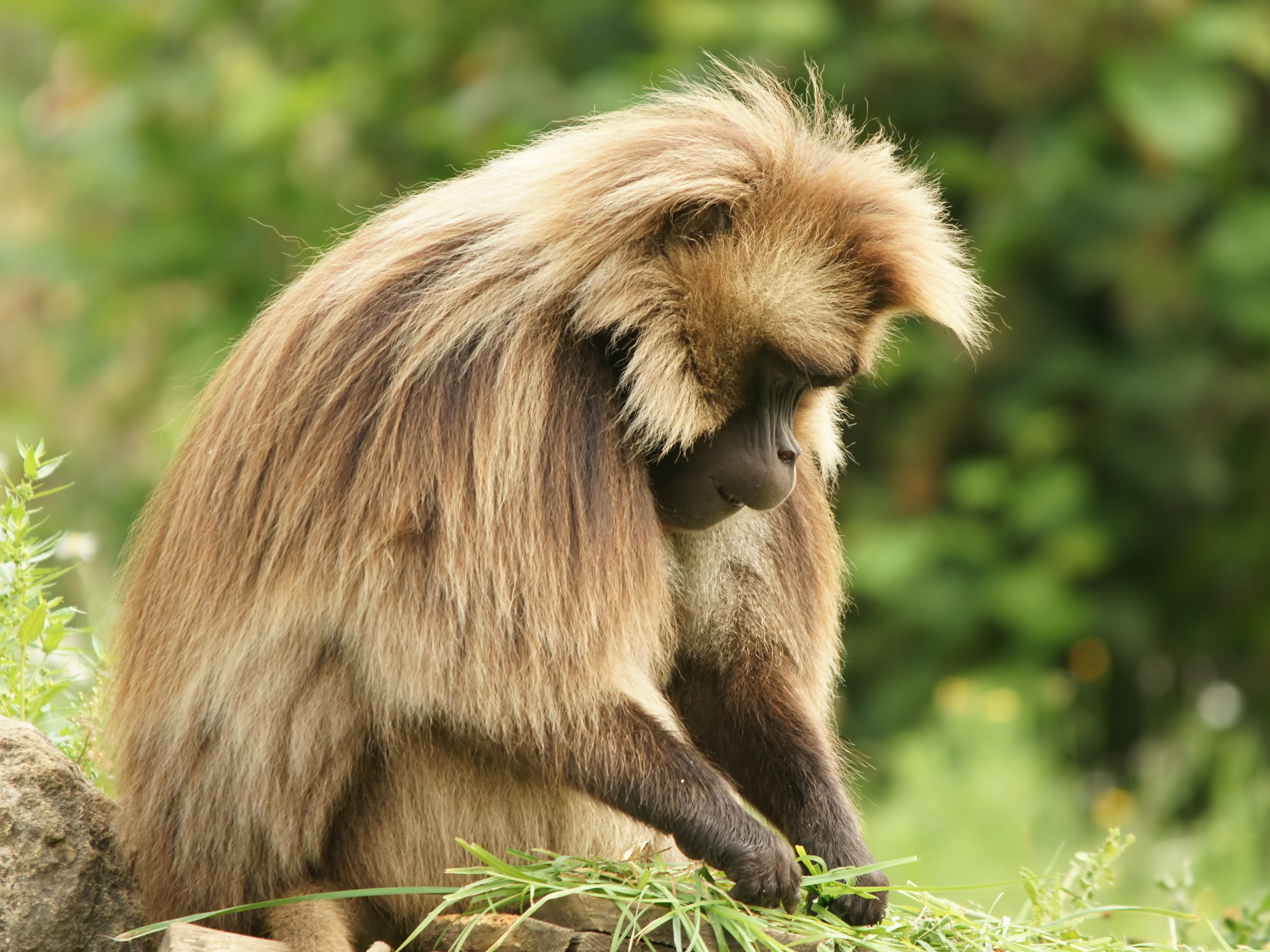
Theropithecus gelada
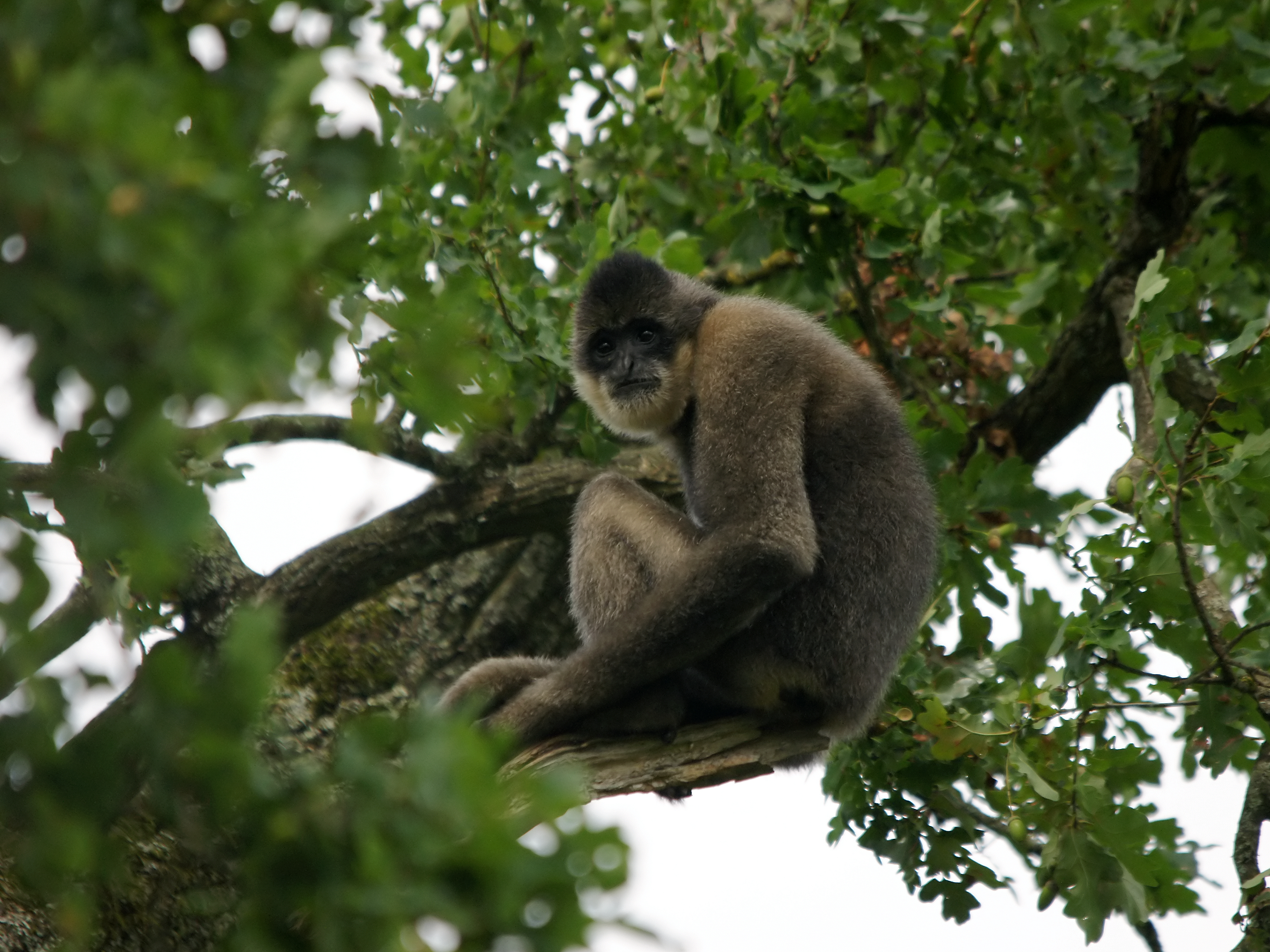
Nomascus leucogenys
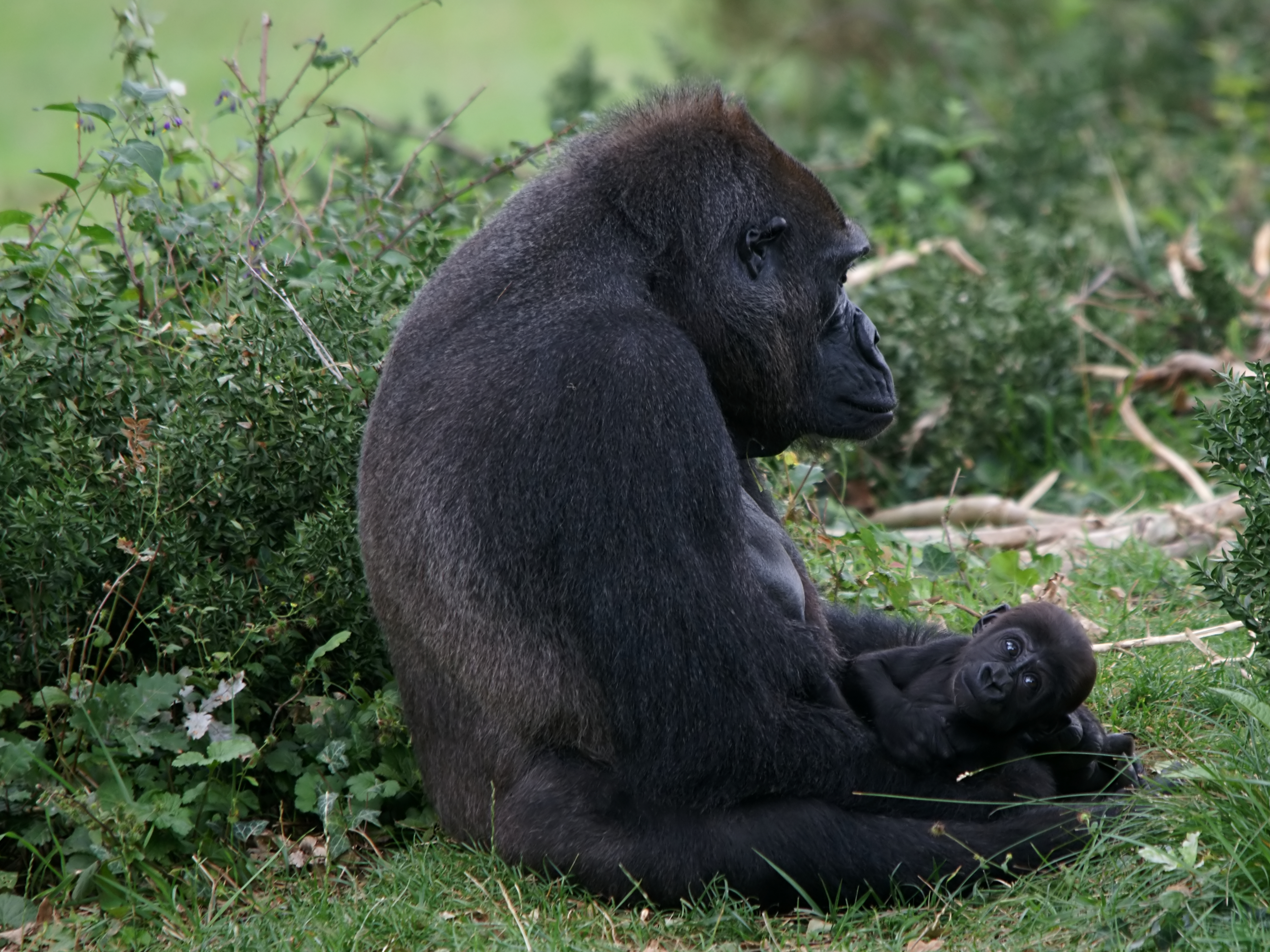
Gorilla gorilla
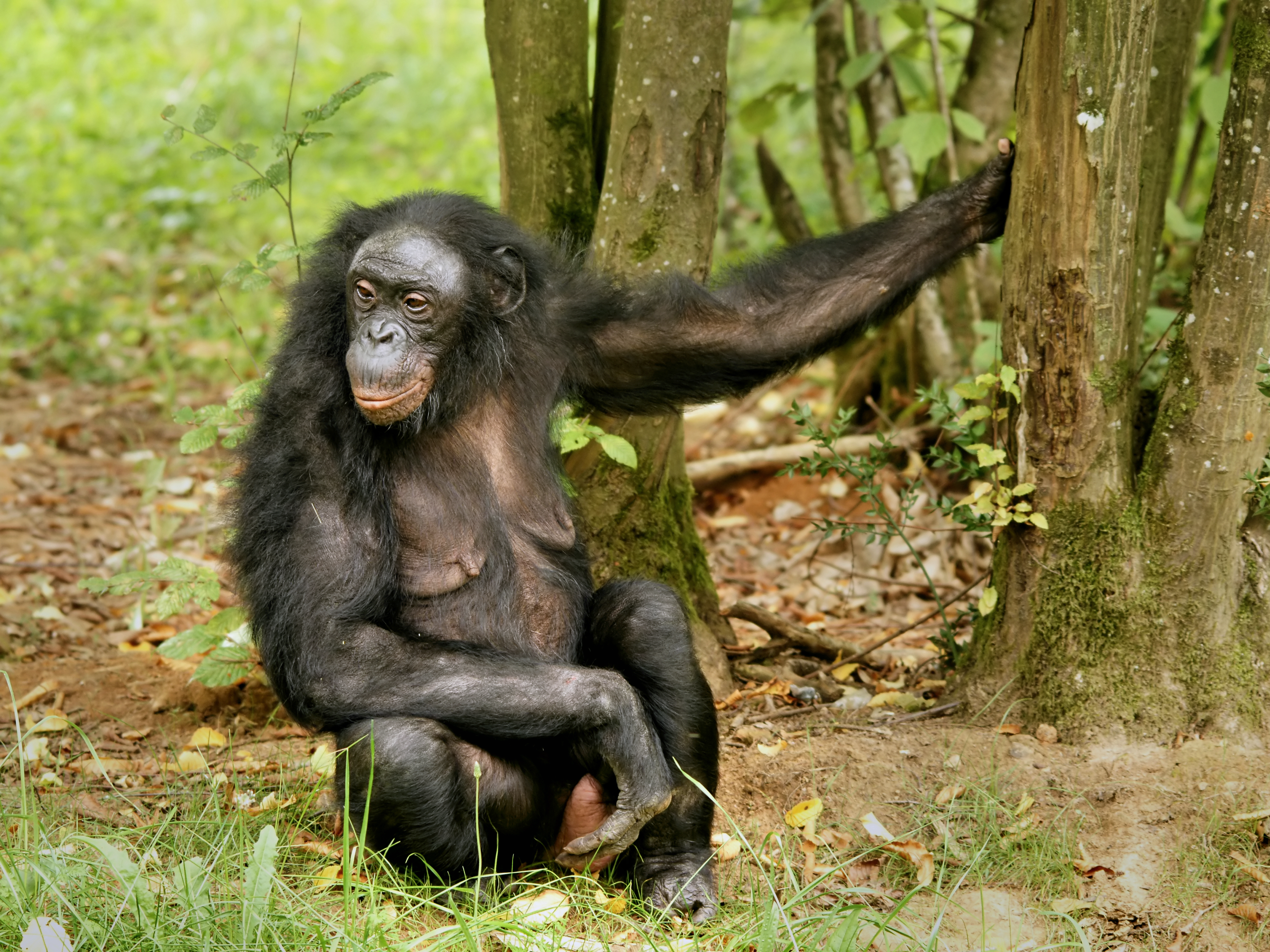
Pan paniscus
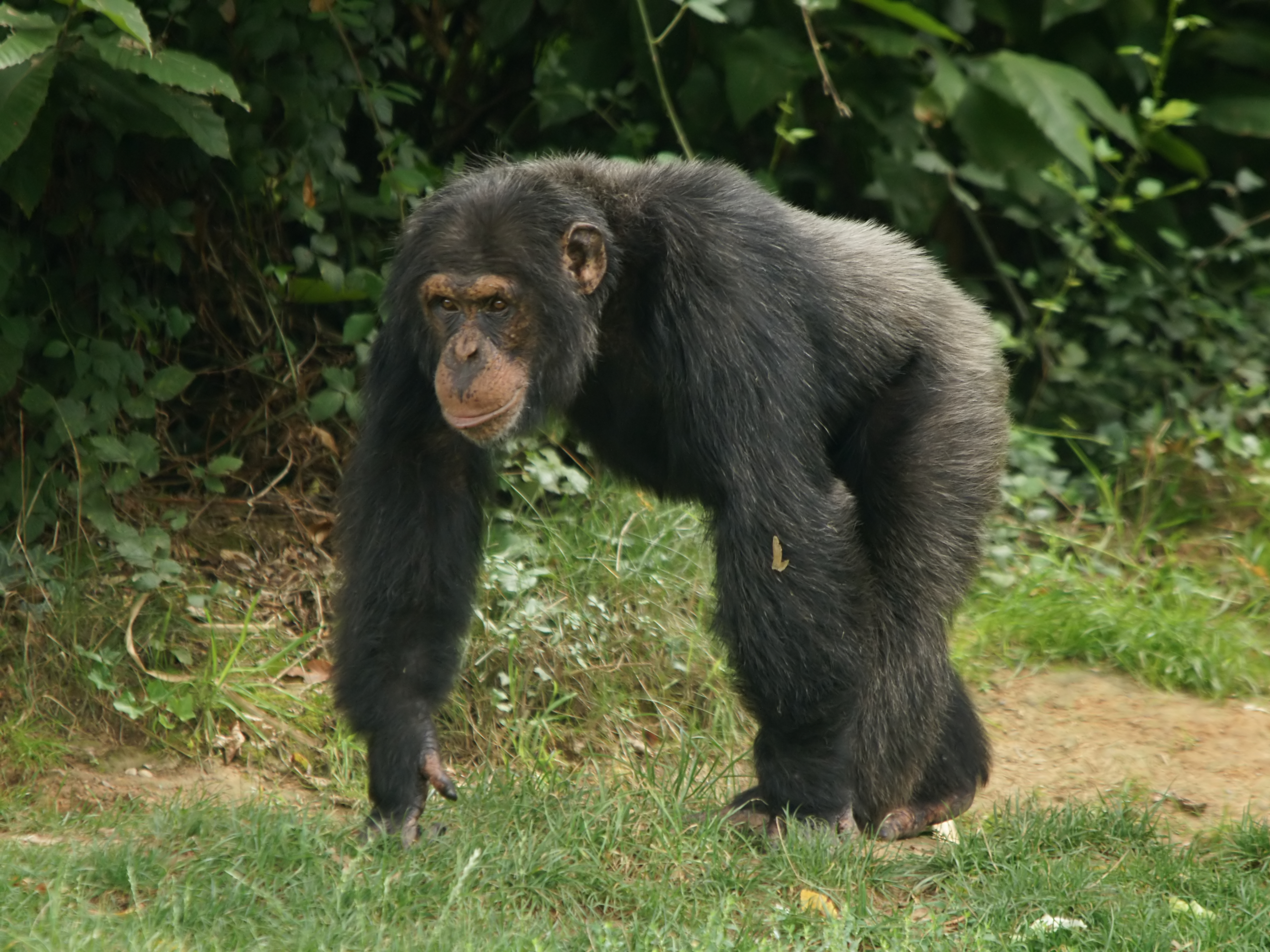
Pan troglodytes

## Conservation
Le zoo est coordinateur d'un programme européen pour les espèces menacées (EEP) : celui des singes-araignées à face rouge, une espèce classée vulnérable par l'Union internationale pour la conservation de la nature, les capucins à épaules blanches et les saïmiris à tête noire du Pérou.
Il soutient également des associations de conservation in situ œuvrant sur le terrain à travers le Conservatoire pour la Protection des Primates, une association qui participe à la conservation des primates à travers le monde, notamment grâce au "Proyecto Mono Tocon", projet de conservation du singe titi de San Martin au Pérou.Le Conservatoire reverse environ 100.000€ chaque année pour la conservation des primates[réf. nécessaire].
Par ailleurs, l'engagement de La Vallée des Singes en faveur de la protection de l'environnement a été récompensé par l'obtention de la norme ISO 14001 en 2012. Cette norme certifie que le parc s'engage à atteindre les objectifs qu'il se fixe régulièrement dans une démarche d'amélioration continue et de préservation de l'environnement.

## Fréquentation
En 2010, selon le Comité Départemental du Tourisme, la vallée aux singes a accueilli 183 000 visiteurs. C'est le deuxième site le plus visité du département de la Vienne et le 7e site le plus fréquenté de l'ancienne région Poitou-Charentes. Elle a enregistré 181 000 visiteurs en 2013 contre 174 000 en 2012. En 2014, elle a reçu 201 000 visiteurs, en 2015 elle en a reçu 195 000 et en 2016, 205 000.